# Silmidougou (Mané)
Pour les articles homonymes, voir Silmidougou.
Silmidougou est une localité située dans le département de Mané de la province du Sanmatenga dans la région Centre-Nord au Burkina Faso.

## Géographie
Importante localité du département, Silmidougou est situé à 9 km au nord-ouest de Mané, le chef-lieu du département, et de la route régionale 14 allant vers Kaya, la capitale régionale distante de 50 km à l'est.

## Histoire
Le 26 avril 2014, des affrontements communautaires opposent les populations du village, à la suite de vol de bétail, provoquant des blessés, un mort et de nombreux dégâts matériels sur une centaine d'habitations. Jérôme Bougouma, le ministre de l’Administration territoriale et de la Sécurité se rend, le 2 mai 2016, dans le village auprès du naaba Simbdo de Silmidougou pour tenter d'apaiser les béligérants et apporter une aide de l'État.

## Éducation et santé
Silmidougou accueille un centre de santé et de promotion sociale (CSPS) tandis que le centre hospitalier régional (CHR) se trouve à Kaya.
Le village possède une école primaire publique et, depuis 2012, un collège d'enseignement général (CEG) qui accueille une centaine d'élèves (dont 50% de filles) et a reçu la visite du Premier ministre Luc-Adolphe Tiao en janvier 2013.